# Mistrovství Evropy v atletice 2014

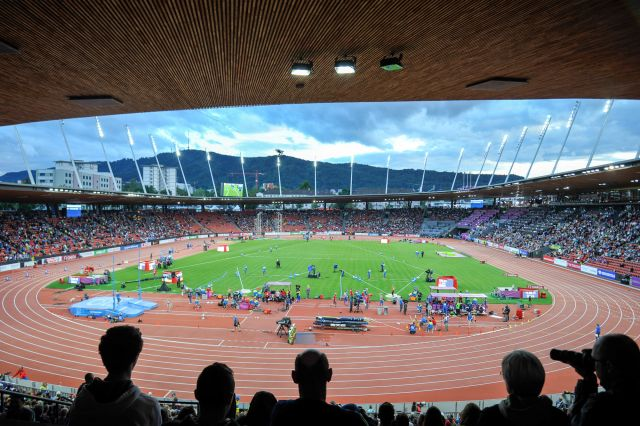
Stadion Letzigrund – místo konání mistrovství

XXII. mistrovství Evropy v atletice proběhlo ve švýcarském městě Curych ve dnech 12. – 17. srpna 2014. Konalo se na stadionu Letzigrund, kde se každoročně koná mítink Weltklasse, jeden z nejprestižnějších atletických závodů na světě. Prezidentem organizačního výboru byl Švýcar Hansjörg Wirz, který je také prezidentem Evropské atletické asociace.
O přidělení mistrovství rozhodla Rada Evropské atletické asociace na svém zasedání 1. května 2010.

## Česká účast
Český atletický svaz stanovil kvalifikační kritéria pro účast na tomto mistrovství Evropy. Při uzávěrce 3. 8. 2014 nominoval celkem 43 atletek a atletů. Šampionátu se však zúčastnilo jen 42 sportovců, protože Jan Kubista se ze zdravotních důvodů omluvil.
Největšími českými nadějemi byla oštěpařka Barbora Špotáková, která se po atletické přestávce, během níž se jí narodil syn, dostala do formy, a oštěpař Vítězslav Veselý, který obhajoval titul z minulého šampionátu. Věřilo se i Jiřině Svobodové ve skoku o tyči, koulařům, kteří nastoupili v silné sestavě Ladislav Prášil, Tomáš Staněk a Jan Marcell, vicemistryni Evropy v běhu na 400 metrů překážek Denise Rosolové nebo např. Lukáši Melichovi v hodu kladivem.
Na mistrovství neodjely dvě velké naděje české atletiky: Natržený sval vyřadil čtvrtkaře Pavla Masláka, který před mistrovstvím dosahoval výborných výkonů. Zuzana Hejnová ukončila sezónu, ve které se jí během několika málo startů nevedlo, a rozhodla se doléčit bolestivý zánět v patě. „Nechci tam odjet jen kvůli tomu, abych se zúčastnila. Asi bych se tam opravdu trápila“, prohlásila.
Šéftrenér české výpravy Tomáš Dvořák věřil v 10 finálových umístění. Počet medailí však odhadovat nechtěl, prohlásil jen „My vám ty medaile přivezeme“.

## Program
Na programu bylo celkově 47 lehkoatletických disciplín – 24 mužských a 23 ženských.
| H | Rozběh            | Q                 | Kvalifikace       | ½ | Semifinále        | F                 | Finále            |
| D | Dopolední program | Dopolední program | Dopolední program | O | Odpolední program | Odpolední program | Odpolední program |

| Datum →       | 12. 8. | 12. 8. | 13. 8. | 13. 8. | 13. 8. | 14. 8. | 14. 8. | 14. 8. | 15. 8. | 15. 8. | 16. 8. | 16. 8. | 17. 8. | 17. 8. |
| Disciplína ↓  | D      | O      | D      | O      | O      | D      | O      | O      | D      | O      | D      | O      | D      | O      |
| ------------- | ------ | ------ | ------ | ------ | ------ | ------ | ------ | ------ | ------ | ------ | ------ | ------ | ------ | ------ |
| 100 m         |        | H      |        | ½      | F      |        |        |        |        |        |        |        |        |        |
| 200 m         |        |        |        |        |        | H      | ½      | ½      |        | F      |        |        |        |        |
| 400 m         | H      |        |        | ½      | ½      |        |        |        |        | F      |        |        |        |        |
| 800 m         | H      |        |        | ½      | ½      |        |        |        |        | F      |        |        |        |        |
| 1500 m        |        |        |        |        |        |        |        |        | H      |        |        |        |        | F      |
| 5000 m        |        |        |        |        |        |        |        |        | H      |        |        |        |        | F      |
| 10 000 m      |        |        |        | F      | F      |        |        |        |        |        |        |        |        |        |
| Maratón       |        |        |        |        |        |        |        |        |        |        |        |        | F      |        |
| 110 m přek.   |        |        | H      |        |        |        | ½      | F      |        |        |        |        |        |        |
| 400 m přek.   | H      |        |        | ½      | ½      |        |        |        |        | F      |        |        |        |        |
| 3000 m přek.  | H      |        |        |        |        |        | F      | F      |        |        |        |        |        |        |
| 4×100 m       |        |        |        |        |        |        |        |        |        |        |        | H      |        | F      |
| 4×400 m       |        |        |        |        |        |        |        |        |        |        |        | H      |        | F      |
| 20 km chůze   |        |        | F      |        |        |        |        |        |        |        |        |        |        |        |
| 50 km chůze   |        |        |        |        |        |        |        |        | F      |        |        |        |        |        |
| Skok daleký   |        |        |        |        |        |        |        |        |        | Q      |        |        |        | F      |
| Trojskok      | Q      |        |        |        |        |        | F      | F      |        |        |        |        |        |        |
| Skok do výšky |        |        | Q      |        |        |        |        |        |        | F      |        |        |        |        |
| Skok o tyči   |        |        |        |        |        | Q      |        |        |        |        |        | F      |        |        |
| Vrh koulí     | Q      | F      |        |        |        |        |        |        |        |        |        |        |        |        |
| Hod diskem    |        | Q      |        | F      | F      |        |        |        |        |        |        |        |        |        |
| Hod kladivem  |        |        |        |        |        | Q      |        |        |        |        |        | F      |        |        |
| Hod oštěpem   |        |        |        |        |        |        | Q      | Q      |        |        |        |        |        | F      |
| Desetiboj     | F      | F      | F      | F      | F      |        |        |        |        |        |        |        |        |        |

| Datum →       | 12. 8. | 12. 8. | 13. 8. | 13. 8. | 13. 8. | 14. 8. | 14. 8. | 15. 8. | 15. 8. | 16. 8. | 16. 8. | 17. 8. | 17. 8. |
| Disciplína ↓  | D      | O      | D      | O      | O      | D      | O      | D      | O      | D      | O      | D      | O      |
| ------------- | ------ | ------ | ------ | ------ | ------ | ------ | ------ | ------ | ------ | ------ | ------ | ------ | ------ |
| 100 m         | H      |        |        | ½      | F      |        |        |        |        |        |        |        |        |
| 200 m         |        |        |        |        |        | H      | ½      |        | F      |        |        |        |        |
| 400 m         |        | H      |        | ½      | ½      |        |        |        | F      |        |        |        |        |
| 800 m         |        |        | H      |        |        |        | ½      |        |        |        | F      |        |        |
| 1500 m        | H      |        |        |        |        |        |        |        | F      |        |        |        |        |
| 5000 m        |        |        |        |        |        | H      |        |        |        |        | F      |        |        |
| 10 000 m      |        | F      |        |        |        |        |        |        |        |        |        |        |        |
| Maratón       |        |        |        |        |        |        |        |        |        | F      |        |        |        |
| 100 m přek.   | H      | ½      |        | F      | F      |        |        |        |        |        |        |        |        |
| 400 m přek.   |        |        | H      |        |        |        | ½      |        |        |        | F      |        |        |
| 3000 m přek.  |        |        |        |        |        |        |        | H      |        |        |        |        | F      |
| 4×100 m       |        |        |        |        |        |        |        |        |        |        | H      |        | F      |
| 4×400 m       |        |        |        |        |        |        |        |        |        |        | H      |        | F      |
| 20 km chůze   |        |        |        |        |        | F      |        |        |        |        |        |        |        |
| —             |        |        |        |        |        |        |        |        |        |        |        |        |        |
| Skok daleký   |        | Q      |        | F      | F      |        |        |        |        |        |        |        |        |
| Trojskok      |        |        |        | Q      | Q      |        |        |        |        |        | F      |        |        |
| Skok do výšky |        |        |        |        |        |        |        | Q      |        |        |        |        | F      |
| Skok o tyči   | Q      |        |        |        |        |        | F      |        |        |        |        |        |        |
| Vrh koulí     |        |        |        |        |        |        |        | Q      |        |        |        |        | F      |
| Hod diskem    |        |        |        |        |        |        |        | Q      |        |        | F      |        |        |
| Hod kladivem  |        |        | Q      |        |        |        |        |        | F      |        |        |        |        |
| Hod oštěpem   | Q      |        |        |        |        |        | F      |        |        |        |        |        |        |
| Sedmiboj      |        |        |        |        |        | F      | F      | F      | F      |        |        |        |        |

## Průběh šampionátu
První den – úterý 12. srpna – začal kromě kvalifikací i mužský desetiboj, kde mělo Česko tři zástupce. Nejlepší z nich, Adam Sebastian Helcelet, obhajoval osmé místo z minulého mistrovství světa. V dálce si sice zlepšil svůj nejlepší výkon, ale po prvním dnu byl až jedenáctý. Marek Lukáš byl po pěti disciplínách na 22. místě a třetí český desetibojař, juniorský mistr světa Jiří Sýkora, si při cvičném skoku před soutěží v dálce poranil kotník a z desetiboje odstoupil. Prvnímu dni dominovali Němci Kai Kazmirek a Arthur Abele. Mezi ně se dostal jen Bělorus Andrej Kravčenko, který však udivil výkonem 222 cm ve výšce.
První den probíhalo také finále ve vrhu koulí mužů, kde se po trojnásobné české účasti na předchozím mistrovství světa vkládala velká naděje do českých atletů. Do finále však postoupil jen Jan Marcell, který si zde zlepšil osobní rekord na 20,93 m a skončil šestý. Titul suverénně obhájil favorizovaný Němec David Storl.

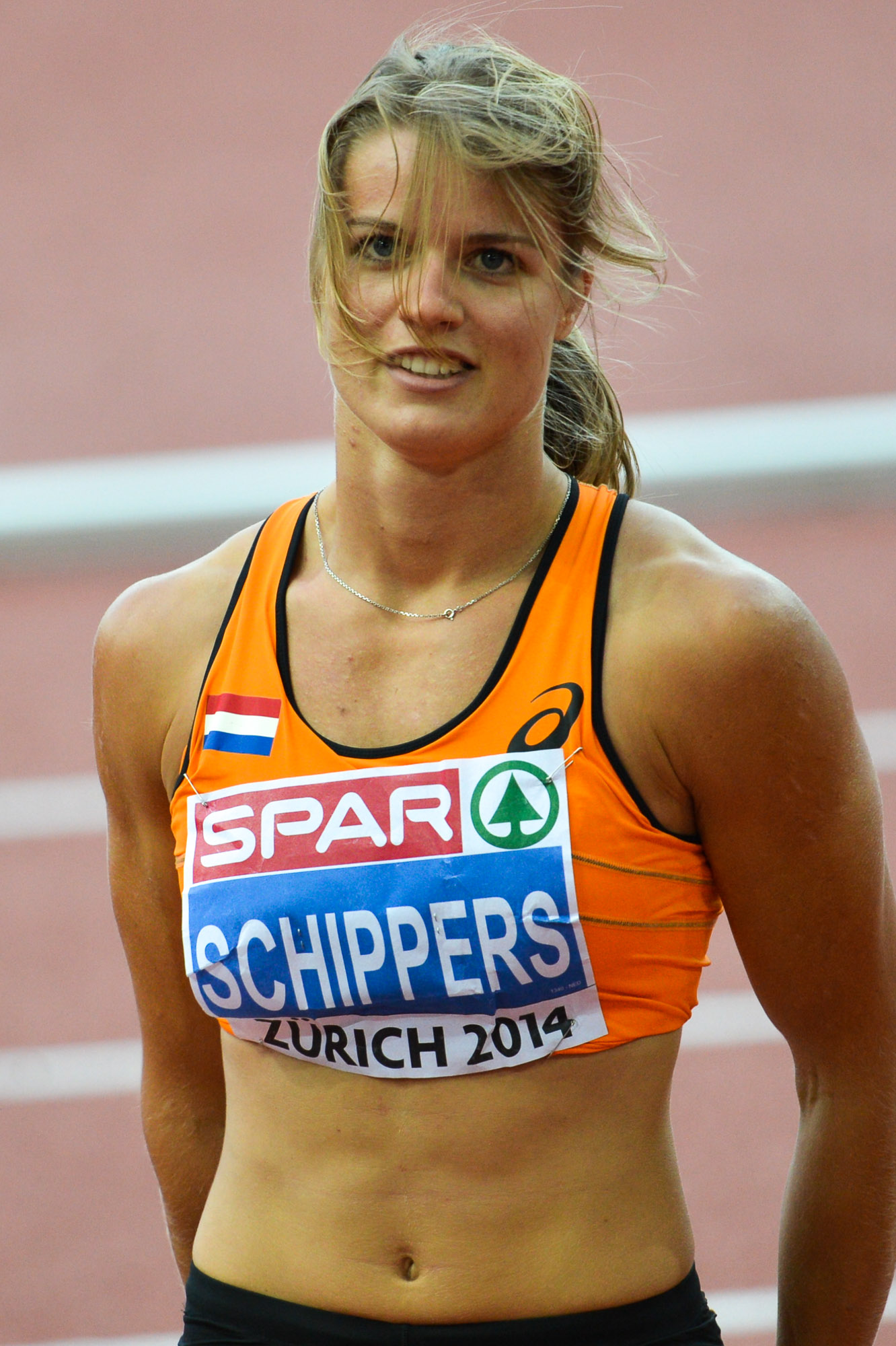
Nizozemská vítězka běhu na 100 i 200 m Dafne Schippersová

Druhý den pokračovala soutěž desetibojařů, i když byla poznamenána deštěm a především neobvykle silným větrem, kvůli němuž byla dvakrát přerušena soutěž v tyči. Z českých atletů Adam Sebastian Helcelet nezlepšil svou jedenáctou pozici z předchozího dne, i když si věřil na lepší výkon. Druhý český reprezentant Marek Lukáš skončil na 16. místě. Závod vyhrál Bělorus Andrej Kravčenko především vyrovnanými výkony v soutěžích druhého dne.
V běhu na 10 km mužů dokázal Angličan Mohamed Farah, že se umí připravit na velké závody, a zvítězil s přehledem před svým krajanem Andy Vernonem. Na nejkratší ženské trati 100 m vyhrála Dafne Schippersová z Nizozemska, které ještě minulý rok závodila hlavně v sedmiboji. Stejný závod mužů vyhrál Angličan James Dasaolu před přece jen více favorizovaným obhájcem titulu Christophe Lemaitrem z Francie. V disku rozšířil svou zlatou kolekci Němec Robert Harting. Estonci Gerdu Kanterovi se ani potřetí nepodařil útok na nejvyšší evropskou příčku a potřetí si z mistrovství Evropy odvezl stříbrnou medaili.
Třetí den – čtvrtek 14. srpna – přinesl českým sportovcům první medaili. V chůzi žen na 20 km zazářila mladá talentovaná Anežka Drahotová. Závod zvládla takticky lépe, než na mistrovství světa 2013, kdy po většinu trati udávala tempo. Poslouchala rady svého trenéra Ivo Pitáka a taktickým výkonem si došla pro bronzovou medaili, když se v posledních dvou kilometrech od ní odtrhla jen vítězná Ruska Elmira Alembeková a těsně před cílem ji předešla ještě Ukrajinka Ljudmila Oljanovská. V devatenácti letech se tak stala nejmladší českou medailistkou z mistrovství Evropy.
Večer přinesl české atletice největší úspěch: v hodu oštěpem vyhrála Barbora Špotáková. Mistrovství Evropy byl poslední velký šampionát, který ještě nevyhrála, a tak byla před závodem hodně nervózní. V prvním pokusu hodila solidních 62,86 m, což však bylo o metr méně, než její největší soupeřka, Němka Linda Stahlová. V dalších hodech žádná ze závodnic výrazněji nevylepšila své maximum, až v páté sérii všechny přehodila Srbka Tatjana Jelačová hodem 64,21 m. Tím Špotákovou podle jejích vlastních slov vyhecovala a ta hodila ve stejném kole 64,41 m. Tento výkon už žádná ze soupeřek nepřekonala. Špotáková pak označila svůj výkon za špatný a celý závod za nepříjemný, ale byla pyšná na to, že ke konci závodu dokázala zabojovat.

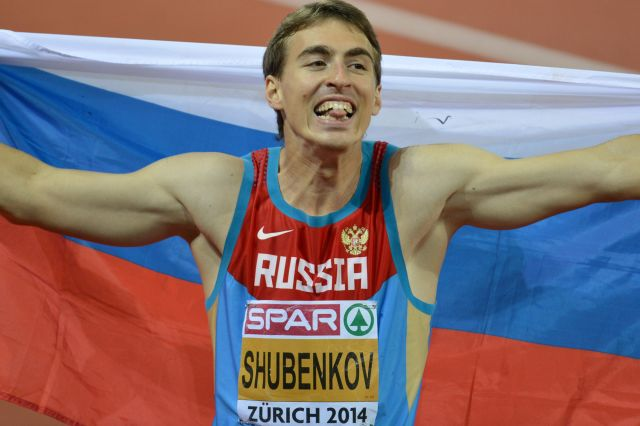
Ruský překážkář Sergej Šubenkov po vítězném závodě v běhu na 110 metrů překážek

Ve skoku o tyči neobhájila zlatou medaili Jiřina Svobodová. Skončila na 6. místě; vzhledem k dosavadnímu průběhu sezóny však byla spokojena. Překvapil naopak její bývalý manžel Petr Svoboda, když ve finále běhu na 110 m překážek skončil pátý. Soutěž sedmibojařek nedokončila Eliška Klučinová, když v první disciplíně, běhu na 100 m překážek, po kolizi na osmé překážce špatně dopadla a zranila si nárt.
Diskvalifikací skončil běh na 3000 m překážek pro vítězného Francouze Mahiedine Mekhissi-Benabbada. Když dobíhal s jasným náskokem do cíle, svlékl si před poslední překážkou dres a radostně jím mával. Podle rozhodčích tím porušil pravidlo, že atlet musí absolvovat celý závod s oběma čísly viditelnými na dresu.
Čtvrtý den skončil úspěchem pro slovenské sportovce. Dopoledne vybojoval na nejdelší trati šampionátu – chůzi na 50 km – stříbrnou medaili Matej Tóth. Na trati předešel i ruské chodce, kteří závod rychlým nástupem na začátku protaktizovali, a nestačil jen na Francouze Yohanna Dinize. Večer pak Martina Hrašnová zopakovala stříbrnou medaili za hod kladivem. V závodě zvítězila Polka Anita Włodarczyková, česká reprezentantka Kateřina Šafránková obsadila 9. místo.
V odpoledním programu se očekával útok francouzského sprintera Christophe Lemaitrana zlato v běhu na 200 m. Skončil však stejně jako v úterním závodě na 100 m druhý; tentokrát vyhrál Brit Adam Gemili. Dvojité vítězství se však na této kombinací tratí podařilo nizozemské atletce Dafne Schippersové.
Večer v dešti dosáhl velkého úspěchu výškař Jaroslav Bába, když původně skončil jen na pokusy skončil výkonem 2,30 m čtvrtý, po diskvalifikaci Ivana Uchova v roce 2021 však získal bronzovou medaili. Závod vyhrál podle předpokladů Ukrajinec Bohdan Bondarenko, i když se jeho očekávaný souboj s Uchovem nekonal – ruský reprezentant nepřeskočil 2,33 m.
Pátý den – sobota 16. srpna – byl medailový pro dalšího českého atleta: Jan Kudlička ve skoku o tyči přeskočil 5,70 m a skončil na děleném třetím místě spolu s Francouzem Menaldem. Překonal jej jen Polák Paweł Wojciechowski, který dosáhl stejného výkonu, ale na méně pokusů. Suverénem soutěže se stal další Francouz Renaud Lavillenie; titul mistra Evropy získal už potřetí za sebou. Na medaili naopak na nedosáhla spolufavoritka běhu na 400 m překážek Denisa Rosolová. Celý závod sice udržovala krok s hlavní favoritkou a pozdější vítězkou Britkou Eilidh Childovou, těsně před cílem ji však přespurtovaly Ukrajinka Hanna Titimecová a Ruska Irina Davydovová. Rosolová byla v cíli velmi zklamaná a později přiznala, že ke konci o soupeřkách vůbec nevěděla.
V ranním maratonu žen dominovaly hlavně zkušené matadorky: opanovala jej devětatřicetiletá Francouzka Christelle Daunayová, která porazila jen o rok mladší italskou závodnici Valerii Straneovou a časem 2.25:14 vytvořila nový rekord mistrovství Evropy. Třetí pak skončila Portugalka Jéssica Augustová. Do odpoledního finále v disku žen sice postoupily obě české atletky, ale do užšího finále se nedostaly – Eliška Staňková skončila desátá a Jitka Kubelová poslední. Suverénně vyhrála favorizovaná Chorvatka Sandra Perkovićová, když předvedla nejlepší světový výkon za posledních 22 let.
Poslední den se očekávalo, zda bude ve finále hodu oštěpem bojovat o zlato Vítězslav Veselý s finským rekordmanem Terem Pitkämäkim. Nad oběma však nečekaně dominoval další Fin Antti Ruuskanen, který výkonem 88,01 m předvedl nejlepší hod několika posledních let. Veselý nezačal dobře a v páté sérii hodů se propadl až na 4. místo, ale nejbližším hodem se vzchopil a vybojoval stříbrnou medaili.
Ráno se běžel maraton mužů, v němž se hned už před 5. km vydal na sólo Polák Marcin Chabowski. Vydržel však jen do 35. km, kdy jej předběhl pozdější vítěz Ital Daniele Meucci. Odpoledne bylo na programu finále závodu na 1500 m, kam se z rozběhů probojoval i Jakub Holuša. Viróza jej však na start nepustila. Závod vyhrál Francouz Mahiedine Mekhissi-Benabbad, který si sice nesvlékal dres jako ve čtvrtečním závodu na 3000 m překážek, ale v cílové rovince si nedopustil mnohoznačné gesto směrem k soupeřům. Jednou z hvězd šampionátu se stal Brit Mohamed Farahc, který si po triumfu na 10 km doběhl pro zlato i na poloviční trati. Stejné dvojité vítězství se mu podařilo i na mistrovství Evropy v roce 2010.
Závěr šampionátu obstaraly mužské i ženské štafety na 4×100 i 4×400 m. Do finále té druhé postoupili i čeští muži, kteří však skončili poslední. Za splněný cíl však považovali už postup do finále.

## Medailisté

### Muži
| Soutěž            | Zlato | Stříbro                                                                     | Bronz                                                                          |
| ----------------- | --- | --------------------------------------------------------------------------- | ------------------------------------------------------------------------------ |
| 100 m             | James Dasaolu 10,06 | Christophe Lemaitre 10,13                                                   | Harry Aikines-Aryeetey 10,22                                                   |
| 200 m             | Adam Gemili 19,98 | Christophe Lemaitre 20,15                                                   | Serhij Smelyk 20,30                                                            |
| 400 m             | Martyn Rooney 44,71 | Matthew Hudson-Smith 44,75                                                  | Donald Sanford 45,27                                                           |
| 800 m             | Adam Kszczot 1:44,15 | Artur Kuciapski 1:44,89                                                     | Mark English 1:45,03                                                           |
| 1500 m            | Mahiedine Mekhissi-Benabbad 3:45,60                                                                                         | Henrik Ingebrigtsen 3:46,10                                                 | Chris O'Hare 3:46,18                                                           |
| 5000 m            | Mohamed Farah 14:05,82 | Hayle Ibrahimov 14:08,32                                                    | Andy Vernon 14:09,48                                                           |
| 10 000 m          | Mohamed Farah 28:08,01 | Andy Vernon 28:08,66                                                        | Ali Kaya 28:08,72                                                              |
| Maratón           | Daniele Meucci 2.11:08 | Yared Shegumo 2.12:00                                                       | Alexej Reunkov 2.12:15                                                         |
| 110 m př.         | Sergej Šubenkov 13,19 | William Sharman 13,27                                                       | Pascal Martinot-Lagarde 13,29                                                  |
| 400 m př.         | Kariem Hussein 48,96 | Rasmus Mägi 49,06                                                           | Denis Kudrjavcev 49,16                                                         |
| 3000 m př.        | Yoann Kowal 8:26,66 | Krystian Zalewski 8:27,11                                                   | Ángel Mullera 8:29,16                                                          |
| Štafeta 4 × 100 m | Spojené království 37,93 Adam Gemili Richard Kilty Harry Aikines-Aryeetey James Ellington * Daniel Talbot                   | Německo 38,09 Julian Reus Sven Knipphals Alexander Kosenkow Lucas Jakubczyk | Francie 38,47 Pierre Vincent Christophe Lemaitre Teddy Tinmar Ben Bassaw       |
| Štafeta 4 × 400 m | Spojené království 2:58,79 Martyn Rooney Michael Bingham Conrad Williams Matthew Hudson-Smith * Nigel Levine * Rabah Yousif | Polsko 2:59,85 Rafał Omelko Kacper Kozłowski Łukasz Krawczuk Jakub Krzewina | Francie 2:59,89 Mame-Ibra Anne Teddy Atine-Venel Mamoudou Hanne Thomas Jordier |
| Chůze na 20 km    | Miguel Ángel López 1.19:44                                                                                                  | Denis Strelkov 1.19:46                                                      | Ruslan Dmytrenko 1.19:46                                                       |
| Chůze na 50 km    | Yohann Diniz 3.32:33 | Matej Tóth 3.36:21                                                          | Ivan Noskov 3.37:41                                                            |
| Skok do výšky     | Bohdan Bondarenko 2,35 m | Andrij Procenko 2,33 m                                                      | Jaroslav Bába 2,30 m                                                           |
| Skok o tyči       | Renaud Lavillenie 5,90 m | Paweł Wojciechowski 5,70 m                                                  | Jan Kudlička 5,70 m Kévin Menaldo 5,70 m                                       |
| Skok daleký       | Greg Rutherford 8,29 m | Louis Tsatoumas 8,15 m                                                      | Kafétien Gomis 8,14 m                                                          |
| Trojskok          | Benjamin Compaoré 17,46 m                                                                                                   | Ljukman Adams 17,09 m                                                       | Alexej Fjodorov 17,04 m                                                        |
| Vrh koulí         | David Storl 21,41 m | Borja Vivas 20,86 m                                                         | Tomasz Majewski 20,83 m                                                        |
| Hod diskem        | Robert Harting 66,07 m | Gerd Kanter 64,75 m                                                         | Robert Urbanek 63,81 m                                                         |
| Hod kladivem      | Krisztián Pars 82,69 m | Paweł Fajdek 82,05 m                                                        | Sergej Litvinov 79,35 m                                                        |
| Hod oštěpem       | Antti Ruuskanen 88,01 m | Vítězslav Veselý 84,79 m                                                    | Tero Pitkämäki 84,40 m                                                         |
| Desetiboj         | Andrej Kravčenko 8 616 bodů                                                                                                 | Kévin Mayer 8 521 bodů                                                      | Ilja Škurenjov 8 498 bodů                                                      |

### Ženy
| Soutěž            | Zlato | Stříbro | Bronz |
| ----------------- | --- | --- | --- |
| 100 m             | Dafne Schippersová 11,12 | Myriam Soumaréová 11,16                                                                                                   | Ashleigh Nelsonová 11,22 |
| 200 m             | Dafne Schippersová 22,03 | Jodie Williamsová 22,46                                                                                                   | Myriam Soumaréová 22,58 |
| 400 m             | Libania Grenotová 51,10 | Olha Zemljaková 51,36 | Indira Terrerová 51,38 |
| 800 m             | Maryna Arzamasavová 1:58,15 | Lynsey Sharpová 1:58,80                                                                                                   | Joanna Jóźwiková 1:59,63 |
| 1500 m            | Sifan Hassanová 4:04,18 | Abeba Aregawiová 4:05,08                                                                                                  | Laura Weightmanová 4:06,32 |
| 5000 m            | Meraf Bahtaová 15:31,39 | Sifan Hassanová 15:31,79                                                                                                  | Susan Kuijkenová 15:32,82 |
| 10 000 m          | Joanne Paveyová 32:22,39 | Clémence Calvinová 32:23,58                                                                                               | Laila Trabyová 32:26,03 |
| Maratón           | Christelle Daunayová 2.25:14 | Valeria Straneová 2.25:27                                                                                                 | Jéssica Augustová 2.25:41 |
| 100 m př.         | Tiffany Porterová 12,76 | Cindy Billaudová 12,79 | Cindy Rolederová 12,82 |
| 400 m př.         | Eilidh Childová 54,48 | Hanna Titimecová 54,56 | Irina Davydovová 54,60 |
| 3000 m př.        | Antje Möldnerová-Schmidtová 9:29,43 | Charlotta Fougbergová 9:30,16                                                                                             | Diana Martínová 9:30,70 |
| Štafeta 4 × 100 m | Spojené království 42,24 Desiree Henryová Jodie Williamsová Ashleigh Nelsonová Asha Philipová * Anyika Onuoraová                         | Francie 42,45 Céline Distel-Bonnetová Ayodelé Ikuesanová Myriam Soumaréová Stella Akakpová                                | Rusko 43,22 Marina Pantělejevová Natalja Rusakovová Kristina Sivkovová Jelizaveta Savlinisová * Jekatěrina Vukolovová                |
| Štafeta 4 × 400 m | Francie 3:24,27 Marie Gayotová Muriel Hurtisová-Houairiová Agnès Raharolahyová Floria Gueï * Estelle Perrossierová * Phara Anacharsisová | Ukrajina 3:24,32 Natalija Pyhydová Hrystyna Stujová Anna Ryžikovová Olha Zemljaková * Daryna Prystupová * Olha Ljachovová | Spojené království 3:28,44 Eilidh Childová Kelly Masseyová Shana Coxová Margaret Adeoyeová * Emily Diamondová * Victoria Ohuruoguová |
| Chůze na 20 km    | Elmira Alembeková 1.27:56 | Ljudmila Oljanovská 1.28:07                                                                                               | Anežka Drahotová 1.28:08 |
| Skok do výšky     | Ruth Beitiaová 2,01 m | Marija Kučinová 1,99 m | Ana Šimičová 1,99 m |
| Skok o tyči       | Anželika Sidorovová 4,65 m | Katerina Stefanidiová 4,60 m                                                                                              | Angelina Žuková-Krasnovová 4,60 m |
| Skok daleký       | Éloyse Lesueurová 6,85 m | Ivana Španovićová 6,81 m                                                                                                  | Darja Klišinová 6,65 m |
| Trojskok          | Olga Saladuchová 14,73 m | Jekatěrina Koněvová 14,69 m                                                                                               | Irina Gumenjuková 14,46 m |
| Vrh koulí         | Christina Schwanitzová 19,90 m | Jevgenija Kolodková 19,39 m                                                                                               | Anita Mártonová 19,04 m |
| Hod diskem        | Sandra Perkovićová 71,08 m | Mélina Robertová-Michonová 65,33 m                                                                                        | Shanice Craftová 64,33 m |
| Hod kladivem      | Anita Włodarczyková 78,76 m | Martina Hrašnová 74,66 m                                                                                                  | Joanna Fiodorowová 73,67 m |
| Hod oštěpem       | Barbora Špotáková 64,41 m | Tatjana Jelačová 64,21 m                                                                                                  | Linda Stahlová 63,91 m |
| Sedmiboj          | Antoinette Nana Djimouová 6 551 bodů | Nadine Broersenová 6 498 bodů                                                                                             | Nafissatou Thiamová 6 423 bodů |

## Medailové pořadí
| Umístění | Stát           | Zlato | Stříbro | Bronz | Celkem |
| -------- | -------------- | ----- | ------- | ----- | ------ |
| 1.       | Francie        | 6     | 6       | 3     | 15     |
| 2.       | Velká Británie | 6     | 4       | 3     | 13     |
| 3.       | Rusko          | 3     | 2       | 7     | 12     |
| 4.       | Nizozemsko     | 3     | 1       | 0     | 4      |
| 5.       | Polsko         | 2     | 2       | 3     | 7      |
| 6.       | Německo        | 2     | 0       | 2     | 4      |
| 7.       | Ukrajina       | 1     | 3       | 2     | 6      |
| 8.       | Česko          | 1     | 1       | 2     | 4      |
| 8.       | Španělsko      | 1     | 1       | 2     | 4      |
| 10.      | Itálie         | 1     | 1       | 0     | 2      |
| 11.      | Maďarsko       | 1     | 0       | 1     | 2      |
| 11.      | Finsko         | 1     | 0       | 1     | 2      |
| 11.      | Chorvatsko     | 1     | 0       | 1     | 2      |
| 14.      | Bělorusko      | 1     | 0       | 0     | 1      |
| 14.      | Švýcarsko      | 1     | 0       | 0     | 1      |
| 16.      | Estonsko       | 0     | 2       | 0     | 2      |
| 16.      | Slovensko      | 0     | 2       | 0     | 2      |
| 16.      | Srbsko         | 0     | 2       | 0     | 2      |
| 19.      | Řecko          | 0     | 1       | 0     | 1      |
| 19.      | Švédsko        | 0     | 1       | 0     | 1      |
| 21.      | Belgie         | 0     | 0       | 1     | 1      |
| 21.      | Irsko          | 0     | 0       | 1     | 1      |
| 21.      | Izrael         | 0     | 0       | 1     | 1      |
| 21.      | Portugalsko    | 0     | 0       | 1     | 1      |
| 21.      | Turecko        | 0     | 0       | 1     | 1      |

## Zúčastněné země
(v závorkách uvedeny počty vyslaných sportovců)
| - Albánie (2) - Andorra (2) - Arménie (3) - Ázerbájdžán (2) - Belgie (35) - Bělorusko (29) - Bosna a Hercegovina (4) - Bulharsko (22) - Černá Hora (1) - Česko (42) - Dánsko (14) - Estonsko (26) - Finsko (39) - Francie (57) - Gibraltar (3) - Gruzie (3) - Chorvatsko (23) | - Irsko (25) - Island (5) - Itálie (78) - Izrael (10) - Kypr (7) - Lichtenštejnsko (1) - Litva (35) - Lotyšsko (26) - Lucembursko (4) - Maďarsko (25) - Makedonie (2) - Malta (2) - Moldavsko (3) - Monako (1) - Německo (93) - Nizozemsko (43) - Norsko (40) | - Polsko (62) - Portugalsko (44) - Rakousko (13) - Rumunsko (20) - Rusko (93) - Řecko (26) - San Marino (2) - Slovensko (25) - Slovinsko (15) - Srbsko (11) - Španělsko (74) - Švédsko (60) - Švýcarsko (53) - Turecko (29) - Ukrajina (70) - Velká Británie (74) |